# Cingulum militare

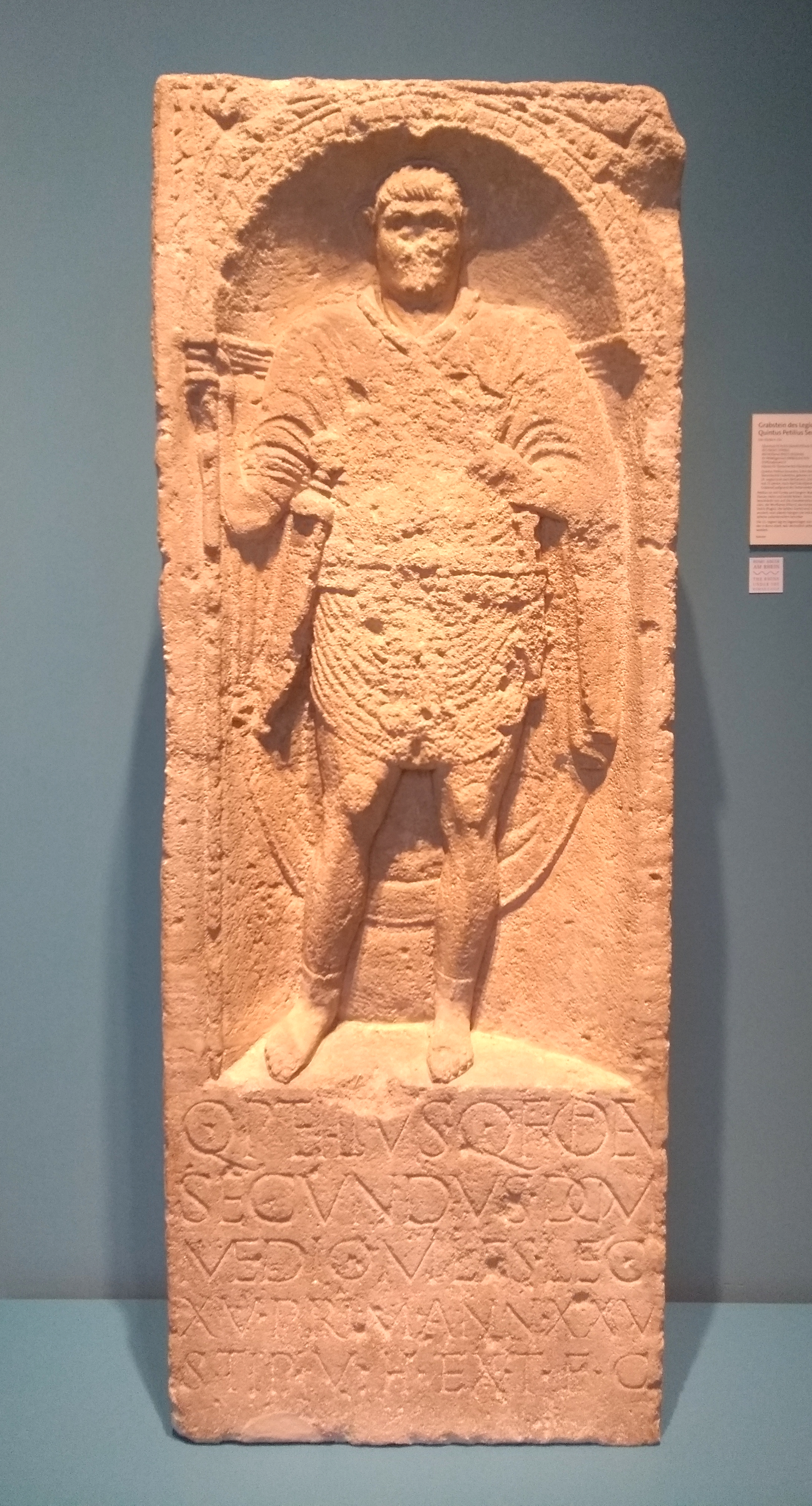
Inscripción del soldado Quintus Petilius Secundus procedente de Bonna, quien aparece retratado con su uniforme de cuartel que incluye el cingulum militare.

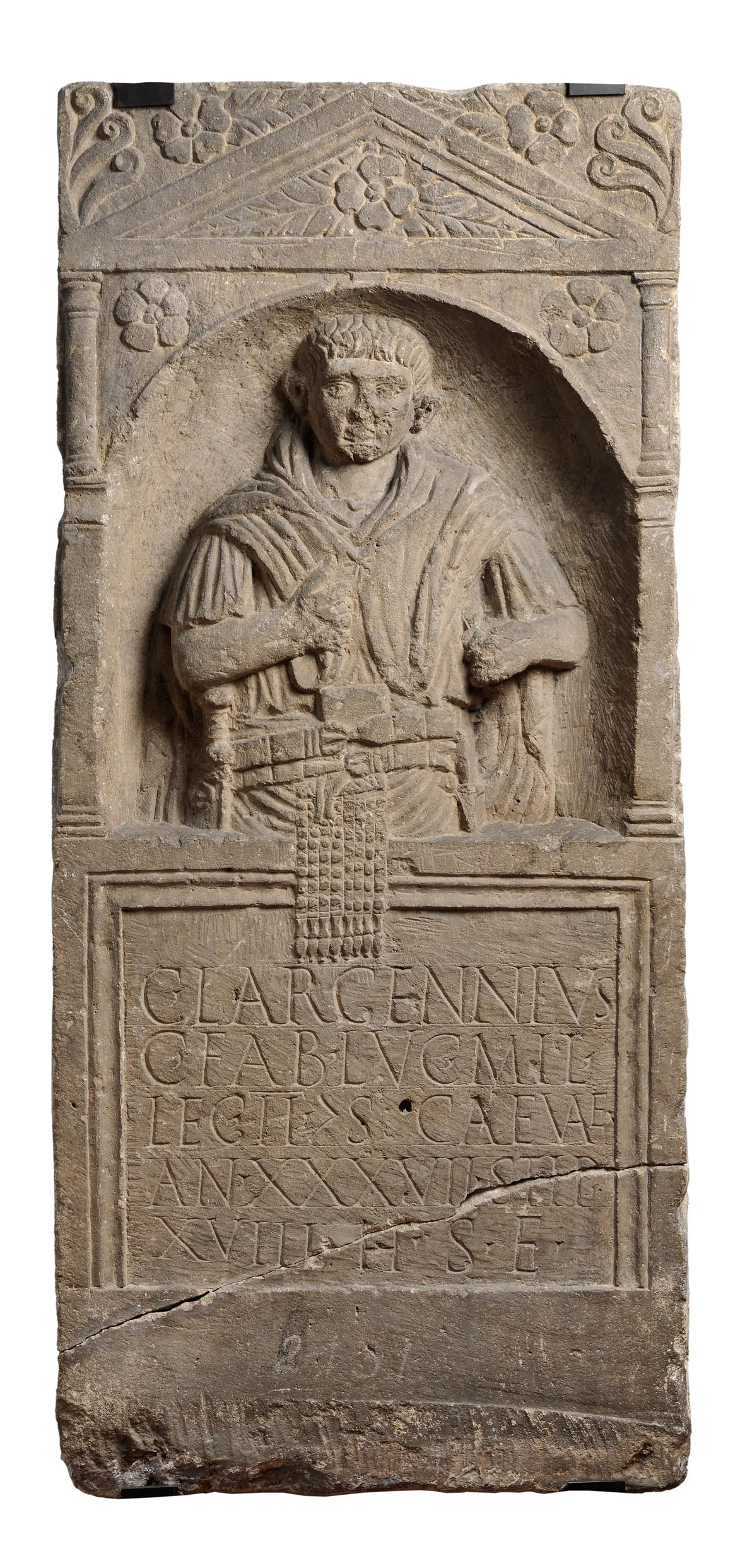
Estela funeraria procedente de Argentoratum erigida en honor de Caius Largennius, soldado de Legio II Augusta, en cuyo retrato se aprecia claramente su cingulum militare.

El cingulum militare (en español, «cinturón militar») era el cinturón utilizado por los soldados del ejército romano para ceñir su túnica y colgar sus armas de filo, como el gladius o el pugio.

## Características
Estaba confeccionado en cuero y adornado con pteryges o protecciones inguinales y decorado con distintos tipos de hebillas, plaquitas metálicas y tachones, normalmente de bronce o hierro, a veces dorados, cuya combinación varió con el tiempo desde el siglo III a. C. hasta la reformas del ejército romano en época de Heraclio en el siglo VII.
Su importancia alcanzó tal grado que se convirtió en el signo distintivo de los soldados romanos, quienes lo portaban con orgullo y como indicativo de su condición, portasen armas o no. Frecuentemente aparecen en los monumentos funerarios de los soldados romanos, indicando visualmente su condición militar.